# ريكي سميث
ريكي سميث (بالإنجليزية: Ricky Smith)‏ هو لاعب كرة قدم أمريكية أمريكي، ولد في 20 يوليو 1960 في كوينسي في الولايات المتحدة.

## وصلات خارجية
- ريكي سميث على موقع مرجع كرة القدم المحترفة.كوم (الإنجليزية)